# Pakistanische Cricket-Nationalmannschaft in Bangladesch in der Saison 2001/02
Die Tour der pakistanischen Cricket-Nationalmannschaft nach Bangladesch in der Saison 2001/02 fand vom 5. bis zum 25. Januar 2002 statt. Die internationale Cricket-Tour war Teil der internationalen Cricket-Saison 2001/02 und umfasste zwei Test Matches und drei ODIs. Pakistan gewann die Testserie 2-0 und die ODI-Serie 3-0.

## Vorgeschichte
Bangladesch spielte zuvor eine Tour in Neuseeland, Pakistan spielte zuvor ein Drei-Nationen-Turnier. Es war das erste Aufeinandertreffen der beiden Mannschaften bei einer Tour.

## Stadien
Für die Tour wurden folgende Stadien als Austragungsorte vorgesehen und am 5. Dezember 2001 bekanntgegeben.
| Stadion                      | Stadt      | Kapazität | Spiele                  |
| ---------------------------- | ---------- | --------- | ----------------------- |
| M. A. Aziz Stadium           | Chittagong | 30.000    | 2. Test; 1. ODI         |
| Bangabandhu National Stadium | Dhaka      | 36.000    | 1. Test; 2. ODI; 3. ODI |

## Kader
Pakistan benannte seinen Kader am 14. Dezember 2001.
Bangladesch benannte seinen Test-Kader am 8. Januar und seinen ODI-Kader am 20. Januar 2002.
| Test | Test | ODI | ODI |
| Bangladesch | Pakistan | Bangladesch | Pakistan |
| --- | --- | --- | --- |
| - Khaled Mashud (K & wk) - Aminul Islam - Enamul Haque - Fahim Muntasir - Habibul Bashar - Javed Omar - Khaled Mashud - Manjural Islam - Mehrab Hossain - Mohammad Al Sahariar - Mohammad Ashraful - Mohammad Sharif - Sanwar Hossain | - Waqar Younis (K) - Abdul Razzaq - Inzamam-ul-Haq - Danish Kaneria - Mohammad Yousuf - Rashid Latif (wk) - Saqlain Mushtaq - Shadab Kabir - Shoaib Akhtar - Taufeeq Umar - Wasim Akram - Younis Khan | - Khaled Mashud (K & wk) - Aminul Islam - Enamul Haque - Javed Omar - Khaled Mahmud - Manjural Islam - Mehrab Hossain - Mohammad Al Sahariar - Mohammad Sharif - Sanwar Hossain - Tareq Aziz - Tushar Imran | - Waqar Younis (K) - Abdul Razzaq - Azhar Mahmood - Inzamam-ul-Haq - Mohammad Sami - Mohammad Yousuf - Naved Latif - Rashid Latif (wk) - Saqlain Mushtaq - Shahid Afridi - Shoaib Akhtar - Shoaib Malik - Younis Khan |

## Tour Match
| 5.–7. Januar Scorecard | Sabhar | Pakistanis 312-3d (73) & 242-6d (80) | – | Bangladesch A 210 (85) & 53-3 (19) |
|                        |        | Remis                                |   |                                    |

## Test Matches

### Erster Test in Dhaka
| 9.–11. Januar Scorecard | Dhaka | Bangladesch 160 (53.2) & 152 (43.4)             | – | Pakistan 490-9d (140.4) |
|                         |       | Pakistan gewinnt mit einem Innings und 178 Runs |   |                         |

### Zweiter Test in Chittagong
| 16.–18. Januar Scorecard | Chittagong | Bangladesch 148 (56.4) & 148 (38.5)             | – | Pakistan 465-9d (134.5) |
|                          |            | Pakistan gewinnt mit einem Innings und 169 Runs |   |                         |

## One-Day Internationals

### Erstes ODI in Chittagong
| 22. Januar Scorecard | Chittagong | Pakistan 202 (49.5)          | – | Bangladesch 153-7 (50) |
|                      |            | Pakistan gewinnt mit 49 Runs |   |                        |

### Zweites ODI in Dhaka
| 24. Januar Scorecard | Dhaka | Pakistan 281-5 (50)          | – | Bangladesch 209-8 (50) |
|                      |       | Pakistan gewinnt mit 72 Runs |   |                        |

### Drittes ODI in Dhaka
| 25. Januar Scorecard | Dhaka | Bangladesch 220 (48.5)         | – | Pakistan 221-2 (35.3) |
|                      |       | Pakistan gewinnt mit 8 Wickets |   |                       |

## Statistiken
Die folgenden Cricketstatistiken wurden bei dieser Tour erzielt.
| Tests           | Tests       | Tests   | Tests   | Tests   | Tests   | Tests   | Tests   | Tests   |
| Batting         | Batting     | Batting | Batting | Batting | Batting | Batting | Batting | Batting |
| Spieler         | Mannschaft  | Spiele  | Innings | Runs    | Average | HS      | 100s    | 50s     |
| --------------- | ----------- | ------- | ------- | ------- | ------- | ------- | ------- | ------- |
| Yousuf Youhana  | Pakistan    | 2       | 2       | 276     | 276,00  | 204*    | 1       | 1       |
| Abdul Razzaq    | Pakistan    | 2       | 2       | 152     | 76,00   | 134     | 1       | 0       |
| Younis Khan     | Pakistan    | 2       | 2       | 119     | 59,50   | 119     | 1       | 0       |
| Rashid Latif    | Pakistan    | 2       | 2       | 109     | 54,50   | 94      | 0       | 1       |
| Habibul Bashar  | Bangladesch | 2       | 4       | 106     | 26,50   | 53      | 0       | 2       |
| Bowling         |             |         |         |         |         |         |         |         |
| Spieler         | Mannschaft  | Spiele  | Overs   | Wickets | Average | BBI     | 5W      | 10W     |
| Danish Kaneria  | Pakistan    | 2       | 66.4    | 13      | 14,15   | 7/77    | 1       | 0       |
| Waqar Younis    | Pakistan    | 2       | 41.1    | 12      | 11,41   | 6/55    | 1       | 0       |
| Saqlain Mushtaq | Pakistan    | 2       | 39.4    | 7       | 13,85   | 5/35    | 1       | 0       |
| Mohammad Sharif | Bangladesch | 2       | 70.5    | 6       | 32,16   | 4/98    | 0       | 0       |
| Shoaib Akhtar   | Pakistan    | 1       | 17      | 4       | 15,75   | 4/48    | 0       | 0       |
| Abdul Razzaq    | Pakistan    | 2       | 25.2    | 4       | 21,50   | 2/29    | 0       | 0       |
| Manjural Islam  | Bangladesch | 2       | 68      | 4       | 54,75   | 2/95    | 0       | 0       |
| Enamul Haque    | Bangladesch | 2       | 72.4    | 4       | 62,50   | 4/136   | 0       | 0       |

| ODIs            | ODIs        | ODIs    | ODIs    | ODIs    | ODIs    | ODIs    | ODIs    | ODIs    |
| Batting         | Batting     | Batting | Batting | Batting | Batting | Batting | Batting | Batting |
| Spieler         | Mannschaft  | Spiele  | Innings | Runs    | Average | HS      | 100s    | 50s     |
| --------------- | ----------- | ------- | ------- | ------- | ------- | ------- | ------- | ------- |
| Younis Khan     | Pakistan    | 3       | 3       | 161     | 80,50   | 73      | 0       | 2       |
| Tushar Imran    | Bangladesch | 3       | 3       | 129     | 43,00   | 65      | 0       | 1       |
| Yousuf Youhana  | Pakistan    | 3       | 2       | 119     | 119,00  | 112*    | 1       | 0       |
| Abdul Razzaq    | Pakistan    | 3       | 3       | 98      | 98,00   | 49*     | 0       | 0       |
| Shahid Afridi   | Pakistan    | 3       | 3       | 94      | 31,33   | 83      | 0       | 1       |
| Bowling         |             |         |         |         |         |         |         |         |
| Spieler         | Mannschaft  | Spiele  | Overs   | Wickets | Average | BBI     | 5W      | 10W     |
| Abdul Razzaq    | Pakistan    | 3       | 23.5    | 8       | 10,12   | 6/35    | 1       | 0       |
| Shahid Afridi   | Pakistan    | 3       | 24      | 5       | 15,40   | 3/11    | 0       | 0       |
| Saqlain Mushtaq | Pakistan    | 3       | 28      | 5       | 18,00   | 3/32    | 0       | 0       |
| Mohammad Sharif | Bangladesch | 3       | 26.2    | 5       | 27,80   | 3/40    | 0       | 0       |
| Tareq Aziz      | Bangladesch | 3       | 28.3    | 4       | 31,50   | 3/19    | 0       | 0       |

## Player of the Series
Als Player of the Series wurden die folgenden Spieler ausgezeichnet.
| Serie | Player of the Series |
| ----- | -------------------- |
| Test  | Danish Kaneria       |
| ODI   | Abdul Razzaq         |

### Player of the Match
Als Player of the Match wurden die folgenden Spieler ausgezeichnet.
| Spiel   | Player of the Match |
| ------- | ------------------- |
| 1. Test | Abdul Razzaq        |
| 2. Test | Yousuf Youhana      |
| 1. ODI  | Rashid Latif        |
| 2. ODI  | Yousuf Youhana      |
| 3. ODI  | Shahid Afridi       |